# Brabham BT46
El Brabham BT46, o BT46B, fue un monoplaza diseñado por Gordon Murray para el equipo Brabham, propiedad de Bernie Ecclestone, para la temporada 1978. El coche presentó varios elementos de diseño radicales, uno de los cuales fue el uso de intercambiadores de calor de panel plano en la carrocería para reemplazar los radiadores convencionales de agua y aceite. Este concepto no funcionó en la práctica y fue eliminado antes del debut. Sin embargo, los coches, propulsados por un motor Alfa Romeo de 12 cilindros, corrieron competitivamente con radiadores modificados montados en la nariz la mayor parte del año, conducidos por Niki Lauda y John Watson, ganando una carrera de esta forma y logrando suficientes puntos para el equipo para terminar tercero en el Campeonato de Constructores.
La versión B del monoplaza, también conocida como "autoventilador", se introdujo en el Gran Premio de Suecia de 1978 como un contrapeso al efecto de suelo dominante Lotus 79. El BT46B generó una inmensa cantidad de carga aerodinámica por medio de un ventilador, se dice que es para aumentar la refrigeración, pero que también extrae el aire de debajo del coche. Se corrió una vez con esta configuración en el campeonato, cuando Niki Lauda ganó aquella carrera en Anderstorp. El concepto fue retirado por Brabham después de la carrera a pesar de que la FIA había dictaminado que podría ser utilizado por el resto de esa temporada.

## Resultados

### Fórmula 1
(Clave) (negrita indica pole position) (cursiva indica vuelta rápida)

| Año     | Chasis     | Motor          | Neu. | Pilotos       | 1   | 2   | 3   | 4   | 5   | 6   | 7   | 8   | 9   | 10  | 11  | 12  | 13  | 14  | 15  | 16  | Puntos | Pos. |
| ------- | ---------- | -------------- | ---- | ------------- | --- | --- | --- | --- | --- | --- | --- | --- | --- | --- | --- | --- | --- | --- | --- | --- | ------ | ---- |
| 1978    | BT46 BT46B | Alfa Romeo F12 | G    |               | ARG | BRA | RSA | USW | MON | BEL | ESP | SWE | FRA | GBR | GER | AUT | NED | ITA | USA | CAN | 53*    | 3.º  |
| 1978    | BT46 BT46B | Alfa Romeo F12 | G    | Niki Lauda    |     |     | Ret | Ret | 2   | Ret | Ret | 1   | Ret | 2   | Ret | Ret | 3   | 1   | Ret | Ret | 53*    | 3.º  |
| 1978    | BT46 BT46B | Alfa Romeo F12 | G    | John Watson   |     |     | 3   | Ret | 4   | Ret | 5   | Ret | 4   | 3   | 7   | 7   | 4   | 2   | Ret | Ret | 53*    | 3.º  |
| 1978    | BT46 BT46B | Alfa Romeo F12 | G    | Nelson Piquet |     |     |     |     |     |     |     |     |     |     |     |     |     |     | DNP | 11  | 53*    | 3.º  |
| 1979    | BT46       | Alfa Romeo F12 | G    |               | ARG | BRA | RSA | USW | ESP | BEL | MON | FRA | GBR | GER | AUT | NED | ITA | CAN | USA |     | 7**    | 8.º  |
| 1979    | BT46       | Alfa Romeo F12 | G    | Nelson Piquet | Ret |     |     |     |     |     |     |     |     |     |     |     |     |     |     |     | 7**    | 8.º  |
| Fuente: |            |                |      |               |     |     |     |     |     |     |     |     |     |     |     |     |     |     |     |     |        |      |

- * Incluye puntos obtenidos por el Brabham BT45C.
- ** Todos los puntos obtenidos por el Brabham BT48.